# 海上無線通信士
海上無線通信士（かいじょうむせんつうしんし、英: Maritime Radio Operator）は、無線従事者の一種で電波法第40条第1項第2号イからニに規定するものである。

## 概要

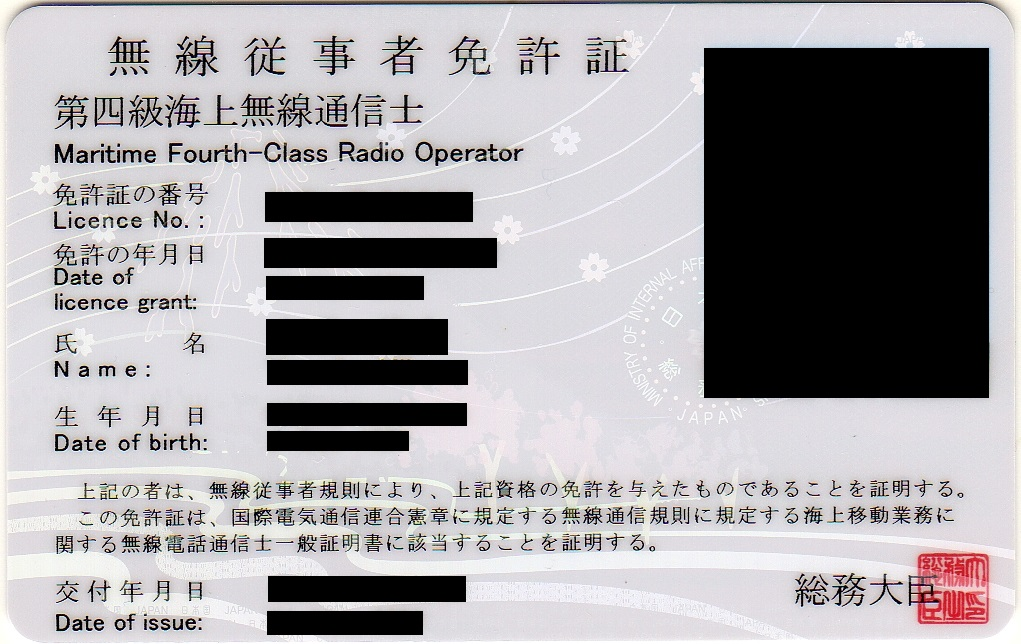
無線従事者免許証（第四級海上無線通信士）表面
平成22年4月以降発給

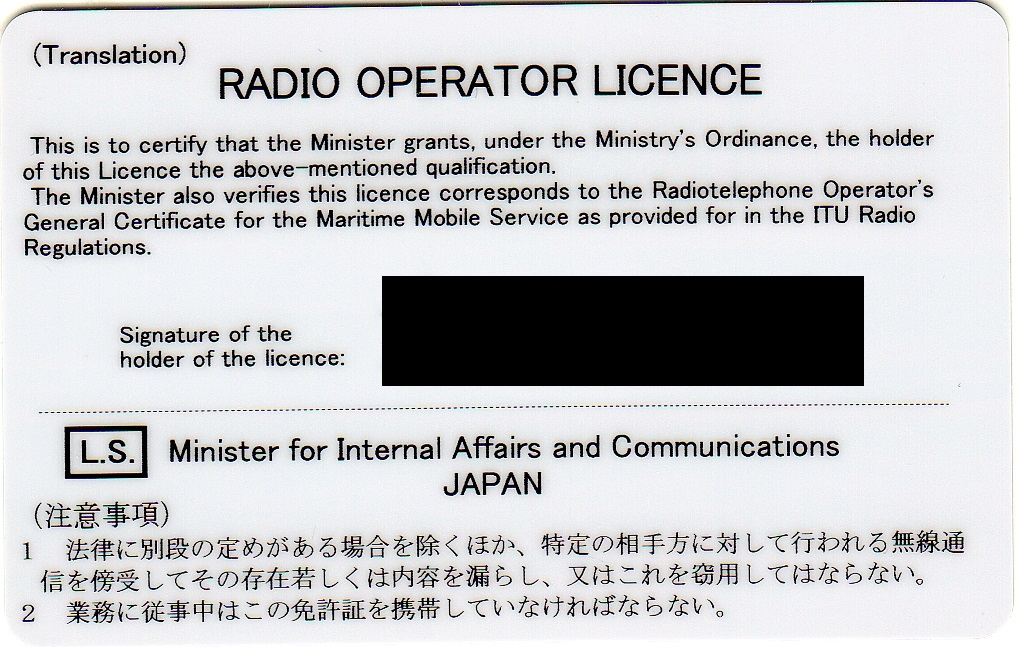
無線従事者免許証（第四級海上無線通信士）裏面
平成22年4月以降発給

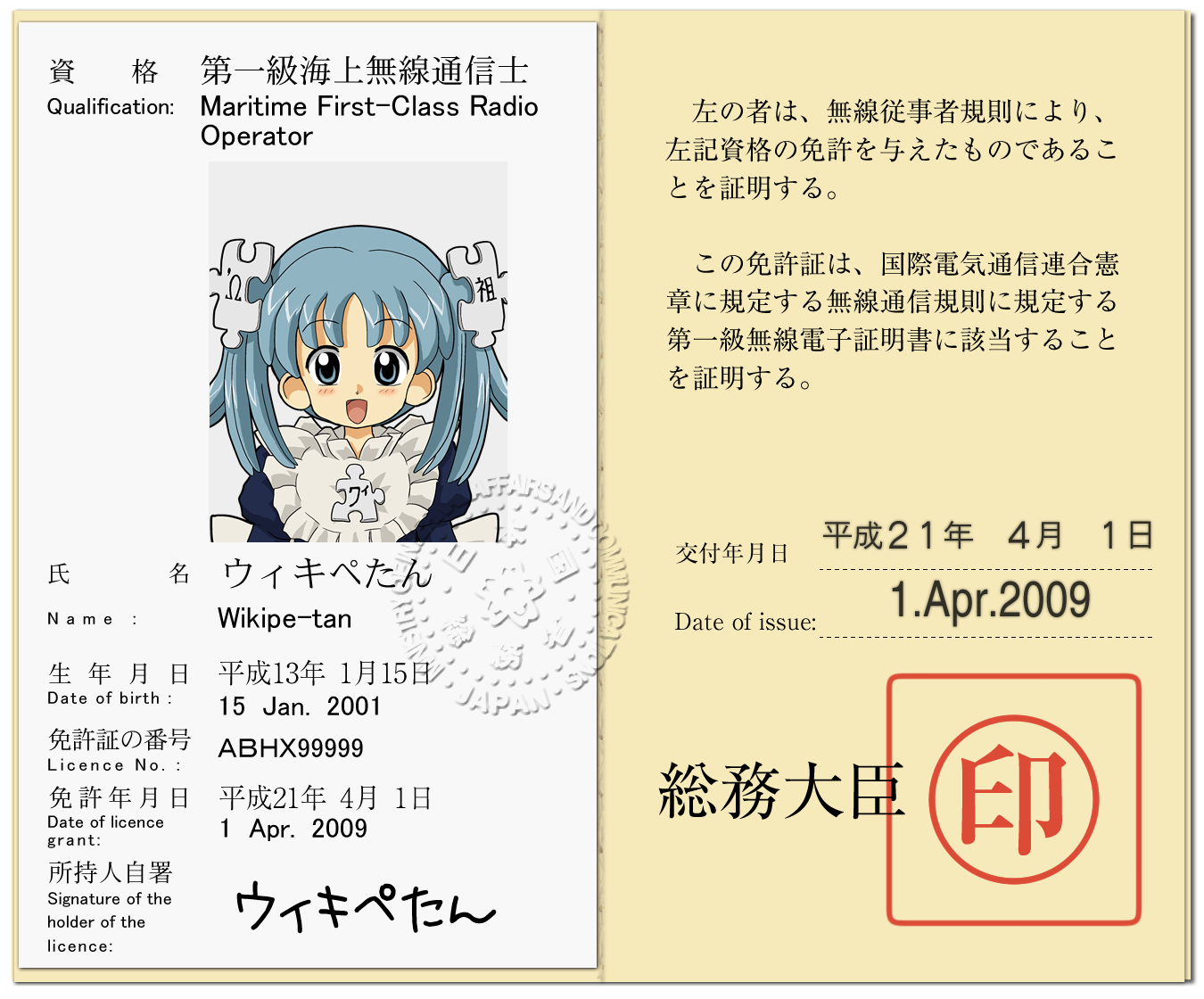
無線従事者免許証（第一級海上無線通信士）
平成22年3月まで発給

第一級（一海通）・第二級（二海通）・第三級（三海通）・第四級（四海通）の4種に分かれる。（　）内は通称で海通と総称される。従前の電話級無線通信士は四海通にみなされる。
国際電気通信連合憲章に規定する無線通信規則に準拠した資格であり、免許証には、次のように日本語および英語で記載される。
- 一海通 - この免許証は、国際電気通信連合憲章に規定する無線通信規則に規定する第一級無線電子証明書に該当する。
- 二海通 - この免許証は、国際電気通信連合憲章に規定する無線通信規則に規定する第二級無線電子証明書に該当する。
- 三海通 - この免許証は、国際電気通信連合憲章に規定する無線通信規則に規定する一般無線通信士証明書に該当する。
- 四海通 - この免許証は、国際電気通信連合憲章に規定する無線通信規則に規定する海上移動業務に関する無線電話通信士証明書に該当する。
  - 1996年（平成8年）12月までは『国際電気通信連合憲章に規定する無線通信規則』が『国際電気通信条約附属無線通信規則』であった。[2]

海上特殊無線技士の上位資格（ただし、四海通の資格と第一級海上特殊無線技士の資格は相互補完の関係にある）であり、かつ、総合無線通信士の下位資格（すべての海上無線通信士の資格は第一級総合無線通信士の資格の下位、四海通の資格はすべての総合無線通信士の資格の下位）である。

## 操作範囲
電波法施行令第3条による。
2018年（平成30年）8月1日現在
| 種別   | 操作範囲 |
| ------ | --- |
| 一海通 | 1.船舶に施設する無線設備（航空局の無線設備を除く。）並びに海岸局、海岸地球局及び船舶のための無線航行局の無線設備の通信操作（モールス符号による通信操作を除く。） 2.次に掲げる無線設備の技術操作 イ 船舶に施設する無線設備（航空局の無線設備を除く。） ロ 海岸局及び海岸地球局の無線設備並びに船舶のための無線航行局の無線設備（イに掲げるものを除く。）で空中線電力2kW以下のもの ハ 海岸局及び船舶のための無線航行局のレーダーでイ及びロに掲げるもの以外のもの 3.第四級アマチュア無線技士の操作の範囲に属する操作 4.点検員 第一類 |
| 二海通 | 1.船舶に施設する無線設備（航空局の無線設備を除く。）並びに海岸局、海岸地球局及び船舶のための無線航行局の無線設備の通信操作（モールス符号による通信操作を除く。） 2.次に掲げる無線設備の外部の調整部分の技術操作並びにこれらの無線設備の部品の取替えのうち簡易なものとして総務大臣が告示で定めるもの及びこれらの無線設備を構成するユニットの取替えに伴う技術操作 イ 船舶に施設する無線設備（航空局の無線設備を除く。） ロ 海岸局及び海岸地球局の無線設備並びに船舶のための無線航行局の無線設備（イに掲げるものを除く。）で空中線電力250W以下のもの ハ 海岸局及び船舶のための無線航行局のレーダーでイ及びロに掲げるもの以外のもの 3.第四級アマチュア無線技士の操作の範囲に属する操作 4.点検員 第二類 |
| 三海通 | 1.船舶に施設する無線設備（航空局の無線設備を除く。）並びに海岸局、海岸地球局及び船舶のための無線航行局の無線設備の通信操作（モールス符号による通信操作を除く。） 2.次に掲げる無線設備の外部の転換装置で電波の質に影響を及ぼさないものの技術操作及び点検 イ 船舶に施設する無線設備（航空局の無線設備を除く。） ロ 海岸局及び海岸地球局の無線設備並びに船舶のための無線航行局の無線設備（イに掲げるものを除く。）で空中線電力125Wワット以下のもの ハ 海岸局及び船舶のための無線航行局のレーダーでイ及びロに掲げるもの以外のもの |
| 四海通 | 次に掲げる無線設備の操作（モールス符号による通信操作及び国際通信のための通信操作並びに多重無線設備の技術操作を除く。） 1. 船舶に施設する空中線電力250W以下の無線設備（船舶地球局（電気通信業務を行うことを目的とするものに限る。）及び航空局の無線設備並びにレーダーを除く。） 2. 海岸局及び船舶のための無線航行局の空中線電力125W以下の無線設備（レーダーを除く。） 3. 海岸局、船舶局及び船舶のための無線航行局のレーダーの外部の転換装置で電波の質に影響を及ぼさないもの 4. 第四級アマチュア無線技士の操作の範囲に属する操作 |

操作範囲について他種別の無線従事者との関係は次の通りである。
一海通・二海通・三海通は、国際通信が可能である。各級の差異は、技術操作の程度だけであり、通信操作については各級ともに同等である。
- 一海通は船上保守が可能なGMDSS対応の船舶局、GMDSS対応の大規模海岸局等を対象とする。
- 二海通は制限された範囲の船上保守が可能なGMDSS対応の船舶局、GMDSS対応の中規模海岸局などを対象とする。
- 三海通は船上保守をしないGMDSS対応の船舶局、GMDSS対応の小規模海岸局を対象とする。
- 1991年（平成2年）12月までは、国家試験は実施されず免許も付与されなかった。[4]

四海通は、国際通信のための通信操作はできない。
- 無線電話を使用する船舶局、海岸局などの無線設備が操作可能である（電波法施行令には、船舶の種別などに制限はないが、国際通信のための通信操作、船舶地球局、海岸地球局、一定の区域を航行する船舶に施設される義務船舶局などの無線設備の操作ができないため、もっぱら小規模の漁業用海岸局や漁船などの船舶局のための資格と言われている。）。

各級ともに、海上関連の無線設備（船舶局、海岸局、海岸地球局、船舶地球局、海上無線航行用無線航行局。四海通は海岸地球局および電気通信業務用以外の船舶地球局は除く。）の操作のみ可能である。基幹放送局、固定局、基地局、航空局など陸上系･航空系の無線設備の通信操作ならびに技術操作は行うことができない。
資料によっては、四海通が二海通の下位のように記載されることがある。厳密には、二海通の技術操作の範囲が、四海通の技術操作の範囲のすべてを包括しているわけではない（船舶に施設する空中線電力250W以下の無線設備、海岸局・船舶のための無線航行局の125W以下の無線設備の操作について逆転現象がある。電波法施行令第3条参照）。
一海通・二海通・四海通は、第四級アマチュア無線技士の操作の範囲に属する操作をすることができるが、三海通のみアマチュア無線技士の操作範囲が含まれていない。これは、三海通の技術操作の範囲が「外部の転換装置で電波の質に影響を及ぼさないもの」に限られ、無線工学の試験内容も「無線設備の取扱方法」に限定されるので、アマチュア局を運用するために必要な知識が証明されないからである。

### 免許証関係事項証明
上記の通り、一海通・二海通・四海通の各資格で第四級アマチュア無線技士の操作の範囲に属する操作も可能であるが、これについて免許証に付記や英訳文はない。なお、免許に関する事項について証明が必要な場合は、邦文または英文の「証明書」の発行を請求できる。

### 変遷
1990年（平成2年）- 四海通の操作範囲が規定された。
1991年（平成3年）- 一海通・二海通・三海通の操作範囲が規定された。
2018年（平成30年）- 四海通に、船舶地球局の操作（電気通信業務を行うことを目的としないものに限る。）の使用が認められた。
- 船舶地球局の定義が変更[7]され、電気通信業務用に限定されるものではなくなったことによるものである。同時に、第三級総合無線通信士、第一級・第二級海上特殊無線技士の操作範囲についても同様に変更された。

## 取得
次のいずれかによる。
- #国家試験に合格すること。
- #養成課程（又は長期型養成課程）を修了すること。（三・四海通に限る。）
- 所定の#資格、業務経歴、その他の要件を有すること。

### 国家試験
日本無線協会が一海通・二海通・三海通は9・3月の、四海通は8・2月の年2回実施する。
試験方法及び科目
総務省令無線従事者規則第3条に電気通信術は実地、その他は筆記によることが、第5条に科目が規定されている。

#### 試験科目
一海通
1. 無線工学の基礎
  1. 電気物理
  2. 電気回路
  3. 半導体及び電子管
  4. 電子回路
  5. 電気磁気測定
2. 無線工学A
  1. 無線設備の理論、構造及び機能
  2. 無線設備のための測定機器の理論、構造及び機能
  3. 無線設備及び無線設備のための測定機器の保守及び運用
3. 無線工学B
  1. 空中線系等の理論、構造及び機能
  2. 空中線系等のための測定機器の理論、構造及び機能
  3. 空中線系及び空中線系等のための測定機器の保守及び運用
4. 法規
  1. 電波法及びこれに基づく命令（船舶安全法及び電気通信事業法並びにこれらに基づく命令の関係規定を含む。）
  2. 国際電気通信連合憲章、国際電気通信連合条約、国際電気通信連合憲章に規定する国際無線通信規則、国際電気通信連合憲章に規定する国際電気通信規則並びに海上における人命の安全のための国際条約（附属書の規定を含む。）、及び船員の訓練及び資格証明並びに当直の基準に関する国際条約（電波に関する規定に限る。）
5. 英語
  1. 文書を十分に理解するために必要な英文和訳
  2. 文書により十分に意思を表明するために必要な和文英訳
  3. 口頭により十分に意思を表明するに足りる英会話
6. 電気通信術
  1. 直接印刷電信　1分間50字の速度の欧文普通語による約5分間の手送り送信
  2. 電話　1分間50字の速度の欧文（無線局運用規則別表第5号の欧文通話表による。）による約2分間の送話及び受話

二海通
1. 無線工学の基礎
  1. 電気物理の概要
  2. 電気回路の概要
  3. 半導体及び電子管の概要
  4. 電子回路の概要
  5. 電気磁気測定の概要
2. 無線工学A
  1. 無線設備の理論、構造及び機能の概要
  2. 無線設備のための測定機器の理論、構造及び機能の概要
  3. 無線設備及び無線設備のための測定機器の保守及び運用の概要
3. 無線工学B
  1. 空中線系等の理論、構造及び機能の概要
  2. 空中線系等のための測定機器の理論、構造及び機能の概要
  3. 空中線系及び空中線系等のための測定機器の保守及び運用の概要
4. 法規（一海通と共通）
5. 英語（一海通と共通）
6. 電気通信術（一海通と共通）

三海通
1. 無線工学
  1. 無線設備の取扱方法（空中線系及び無線機器の機能の概念を含む。）
2. 法規（一海通と共通）
3. 英語（一海通と共通）
4. 電気通信術（一海通と共通）

四海通
1. 無線工学
  1. 無線設備の理論、構造及び機能の基礎
  2. 空中線系等の理論、構造及び機能の基礎
  3. 無線設備及び空中線系等のための測定機器の理論、構造及び機能の基礎
  4. 無線設備及び空中線系並びに無線設備及び空中線系等のための測定機器の保守及び運用の基礎
2. 法規
  1. 電波法及びこれに基づく命令（船舶安全法及び電気通信事業法並びにこれらに基づく命令の関係規定を含む。）の概要
  2. 国際電気通信連合憲章、国際電気通信連合条約、国際電気通信連合憲章に規定する国際無線通信規則（海上における人命又は財産の保護のための無線通信業務及び無線測位業務に関する規定に限る。）、国際電気通信連合憲章に規定する国際電気通信規則及び海上における人命の安全のための国際条約（電波に関する規定に限る。）の概要

#### 一部免除
科目合格者
- 試験の翌月の初めから3年間（非常事態で国家試験が行われなかった場合等で告示に定められた者は3年を経過した後において最初に行われる試験の実施日まで）

| 合格資格 | 受験資格               |
| --- | ---------------------- |
| 第一級総合無線通信士、一海通、二海通、三海通 | 一海通、二海通、三海通 |
| 試験の翌月の初めから3年間（非常事態で国家試験が行われなかった場合等で告示に定められた者は3年を経過した後において最初に行われる試験の実施日まで） |                        |

科目免除認定校の卒業者（専門職大学の前期課程修了者も含む。）
- 卒業の日から無線工学の基礎、電気通信術、英語の全部又は一部を3年間。（同上）

| 認定資格             | 認定科目                         | 受験資格       | 免除科目                         |
| -------------------- | -------------------------------- | -------------- | -------------------------------- |
| 第一級総合無線通信士 | 無線工学の基礎、英語             | 一海通、二海通 | 無線工学の基礎、英語             |
| 第一級総合無線通信士 | 無線工学の基礎、英語             | 三海通         | 英語                             |
| 第一級総合無線通信士 | 無線工学の基礎、電気通信術、英語 | 一海通、二海通 | 無線工学の基礎、電気通信術、英語 |
| 第一級総合無線通信士 | 無線工学の基礎、電気通信術、英語 | 三海通         | 電気通信術、英語                 |
| 第二級総合無線通信士 | 無線工学の基礎、英語             | 二海通         | 無線工学の基礎                   |
| 第二級総合無線通信士 | 無線工学の基礎、電気通信術、英語 | 二海通         | 無線工学の基礎                   |
| 一海通               | 無線工学の基礎、英語             | 一海通、二海通 | 無線工学の基礎、英語             |
| 一海通               | 無線工学の基礎、英語             | 三海通         | 英語                             |
| 一海通               | 無線工学の基礎、電気通信術、英語 | 一海通、二海通 | 無線工学の基礎、電気通信術、英語 |
| 一海通               | 無線工学の基礎、電気通信術、英語 | 三海通         | 電気通信術、英語                 |
| 二海通               | 無線工学の基礎、英語             | 二海通         | 無線工学の基礎、英語             |
| 二海通               | 無線工学の基礎、英語             | 一海通、三海通 | 英語                             |
| 二海通               | 無線工学の基礎、電気通信術、英語 | 一海通、三海通 | 電気通信術、英語                 |
| 二海通               | 無線工学の基礎、電気通信術、英語 | 二海通         | 無線工学の基礎 電気通信術、英語  |
| 第一級陸上無線技術士 | 無線工学の基礎                   | 一海通、二海通 | 無線工学の基礎                   |
| 第二級陸上無線技術士 | 無線工学の基礎                   | 一海通、二海通 | 無線工学の基礎                   |

- 学校、学科については一部免除認定校一覧[8]を参照。

| 現有資格             | 受験資格       | 免除科目                             |
| -------------------- | -------------- | ------------------------------------ |
| 第二級総合無線通信士 | 二海通         | 無線工学の基礎、無線工学A、無線工学B |
| 第三級総合無線通信士 | 三海通         | 無線工学                             |
| 二海通               | 一海通         | 電気通信術、法規、英語               |
| 三海通               | 一海通、二海通 | 電気通信術、法規、英語               |
| 四海通               | 三海通         | 無線工学                             |
| 四海通               | 一海特         | 無線工学                             |
| 第一級陸上無線技術士 | 一海通、二海通 | 無線工学の基礎、無線工学A、無線工学B |
| 第一級陸上無線技術士 | 三海通、四海通 | 無線工学                             |
| 第二級陸上無線技術士 | 一海通         | 無線工学の基礎                       |
| 第二級陸上無線技術士 | 二海通         | 無線工学の基礎、無線工学A、無線工学B |
| 第二級陸上無線技術士 | 三海通、四海通 | 無線工学                             |

無線従事者の資格による業務経歴を有する者
- 二海通は、この資格により無線局（アマチュア局を除く。）の無線設備の操作に3年以上従事した業務経歴で、一海通の無線工学の基礎、電気通信術、法規、英語が免除される。

| 現有資格 | 現有資格 | 受験資格      | 免除科目                 |
| --- | --- | ------------- | ------------------------ |
| 電気通信主任技術者 | 伝送交換主任技術者 | 一海通 二海通 | 無線工学の基礎 無線工学A |
| 電気通信主任技術者 | 線路主任技術者 | 一海通 二海通 | 無線工学の基礎           |
| 工事担任者第一級アナログ通信、第一級デジタル通信、総合通信 （AI第1種、AI第2種、DD第1種、DD第2種、AI・DD総合種 及びアナログ第一種、アナログ第二種、デジタル第一種、デジタル第二種、 アナログ・デジタル総合種を含む。） | 工事担任者第一級アナログ通信、第一級デジタル通信、総合通信 （AI第1種、AI第2種、DD第1種、DD第2種、AI・DD総合種 及びアナログ第一種、アナログ第二種、デジタル第一種、デジタル第二種、 アナログ・デジタル総合種を含む。） | 二海通        | 無線工学の基礎           |

沖縄の復帰に伴う特別措置
- 琉球政府の旧第三級無線技術士は四海通の無線工学が免除される。[9]

試験地および日程
- 日本無線協会の本支部所在地（一部を除く。）。但し所在地以外に試験場を設定することがあり、この場合は申請時に選択が可能。
- 平日に実施する。

合格基準等
試験の合格基準等から抜粋
| 種別                                                                              | 科目           | 科目           | 問題数 | 問題形式                      | 満点 | 合格点 | 時間     |
| --------------------------------------------------------------------------------- | -------------- | -------------- | ------ | ----------------------------- | ---- | ------ | -------- |
| 一・二海通                                                                        | 無線工学の基礎 | 無線工学の基礎 | 25     | 多肢選択式 マークシートを使用 | 125  | 75     | 150分    |
| 一・二海通                                                                        | 無線工学A      | 無線工学A      | 25     | 多肢選択式 マークシートを使用 | 125  | 75     | 150分    |
| 一・二海通                                                                        | 無線工学B      | 無線工学B      | 25     | 多肢選択式 マークシートを使用 | 125  | 75     | 150分    |
| 一・二海通                                                                        | 法規           | 法規           | 20     | 多肢選択式 マークシートを使用 | 100  | 60     | 150分    |
| 三海通                                                                            | 無線工学       | 無線工学       | 15     | 多肢選択式 マークシートを使用 | 75   | 45     | 90分     |
| 三海通                                                                            | 法規           | 法規           | 20     | 多肢選択式 マークシートを使用 | 100  | 60     | 150分    |
| 四海通                                                                            | 無線工学       | 無線工学       | 18     | 多肢選択式 マークシートを使用 | 90   | 63     | 90分     |
| 四海通                                                                            | 法規           | 法規           | 20     | 多肢選択式 マークシートを使用 | 100  | 70     | 90分     |
| 一・二・三海通                                                                    | 英語           | 英文和訳       | 2      | 多肢選択式 マークシートを使用 | 40   | 60注   | 90分     |
| 一・二・三海通                                                                    | 英語           | 和文英訳       | 3      | 多肢選択式 マークシートを使用 | 30   | 60注   | 90分     |
| 一・二・三海通                                                                    | 英語           | 英会話         | 7      | 多肢選択式 マークシートを使用 | 35   | 60注   | 30分以内 |
| 注 英会話が15点未満は不合格 一・二・三海通の電気通信術は電気通信術#合格基準を参照 |                |                |        |                               |      |        |          |

受験料
2020年（令和2年）4月1日以降、一海通17,400円、二海通15,300円、三海通9,600円、四海通7,400円
- 令和4年試験から受験票がオンライン発行になったが、それまでは原則として郵送によるので、受験票送付用郵送料（第二種郵便物料金）を合算して納付していた。

#### 実施結果
| 年度                                                            | 平成20年度 | 平成20年度 | 平成20年度 | 平成20年度 | 平成21年度 | 平成21年度 | 平成21年度 | 平成21年度 | 平成22年度 | 平成22年度 | 平成22年度 | 平成22年度 |
| --------------------------------------------------------------- | ---------- | ---------- | ---------- | ---------- | ---------- | ---------- | ---------- | ---------- | ---------- | ---------- | ---------- | ---------- |
| 種別                                                            | 一海通     | 二海通     | 三海通     | 四海通     | 一海通     | 二海通     | 三海通     | 四海通     | 一海通     | 二海通     | 三海通     | 四海通     |
| 申請者数(人)                                                    | 80         | 80         | 532        | 368        | 68         | 78         | 558        | 384        | 70         | 74         | 630        | 430        |
| 受験者数(人)                                                    | 64         | 65         | 484        | 309        | 52         | 70         | 505        | 331        | 57         | 59         | 554        | 363        |
| 合格者数(人)                                                    | 34         | 16         | 191        | 171        | 27         | 19         | 195        | 206        | 25         | 19         | 204        | 220        |
| 合格率(％)                                                      | 53.1       | 24.6       | 39.5       | 55.3       | 51.9       | 27.1       | 38.6       | 62.2       | 43.9       | 32.2       | 36.8       | 60.6       |
| 全科目免除者数(人)                                              | 24         | 39         | 1          | 1          | 45         | 46         | 3          | 1          | 37         | 46         | 2          | 0          |
| 年度                                                            | 平成23年度 | 平成23年度 | 平成23年度 | 平成23年度 | 平成24年度 | 平成24年度 | 平成24年度 | 平成24年度 | 平成25年度 | 平成25年度 | 平成25年度 | 平成25年度 |
| 種別                                                            | 一海通     | 二海通     | 三海通     | 四海通     | 一海通     | 二海通     | 三海通     | 四海通     | 一海通     | 二海通     | 三海通     | 四海通     |
| 申請者数(人)                                                    | 61         | 60         | 707        | 432        | 89         | 75         | 739        | 423        | 75         | 62         | 790        | 388        |
| 受験者数(人)                                                    | 53         | 46         | 630        | 370        | 78         | 60         | 675        | 364        | 64         | 49         | 696        | 318        |
| 合格者数(人)                                                    | 15         | 8          | 192        | 175        | 28         | 8          | 222        | 228        | 26         | 10         | 267        | 175        |
| 合格率(％)                                                      | 28.3       | 17.4       | 47.3       | 35.5       | 35.9       | 13.3       | 32.9       | 62.6       | 40.6       | 20.4       | 38.4       | 55.0       |
| 全科目免除者数(人)                                              | 38         | 41         | 0          | 0          | 58         | 49         | 3          | 1          | 48         | 71         | 6          | 2          |
| 年度                                                            | 平成26年度 | 平成26年度 | 平成26年度 | 平成26年度 | 平成27年度 | 平成27年度 | 平成27年度 | 平成27年度 | 平成28年度 | 平成28年度 | 平成28年度 | 平成28年度 |
| 種別                                                            | 一海通     | 二海通     | 三海通     | 四海通     | 一海通     | 二海通     | 三海通     | 四海通     | 一海通     | 二海通     | 三海通     | 四海通     |
| 申請者数(人)                                                    | 68         | 46         | 857        | 424        | 53         | 44         | 865        | 383        | 54         | 42         | 989        | 452        |
| 受験者数(人)                                                    | 58         | 38         | 762        | 357        | 43         | 33         | 775        | 331        | 41         | 36         | 894        | 377        |
| 合格者数(人)                                                    | 25         | 10         | 359        | 186        | 14         | 6          | 290        | 173        | 15         | 7          | 324        | 208        |
| 合格率(％)                                                      | 43.1       | 26.3       | 47.1       | 52.1       | 32.6       | 18.2       | 37.4       | 52.3       | 36.6       | 19.4       | 36.2       | 55.2       |
| 全科目免除者数(人)                                              | 78         | 67         | 5          | 1          | 100        | 86         | 7          | 6          | 87         | 42         | 4          | 1          |
| 年度                                                            | 平成29年度 | 平成29年度 | 平成29年度 | 平成29年度 | 平成30年度 | 平成30年度 | 平成30年度 | 平成30年度 | 令和元年度 | 令和元年度 | 令和元年度 | 令和元年度 |
| 種別                                                            | 一海通     | 二海通     | 三海通     | 四海通     | 一海通     | 二海通     | 三海通     | 四海通     | 一海通     | 二海通     | 三海通     | 四海通     |
| 申請者数(人)                                                    | 48         | 40         | 1,013      | 461        | 46         | 36         | 1,020      | 506        | 58         | 38         | 1,085      | 447        |
| 受験者数(人)                                                    | 41         | 33         | 900        | 386        | 38         | 29         | 909        | 438        | 47         | 32         | 956        | 370        |
| 合格者数(人)                                                    | 14         | 10         | 303        | 191        | 138        | 29         | 909        | 43         | 14         | 6          | 293        | 224        |
| 合格率(％)                                                      | 34.1       | 30.3       | 33.7       | 49.5       | 26.3       | 24.1       | 26.7       | 55.9       | 29.8       | 18.8       | 30.6       | 60.5       |
| 全科目免除者数(人)                                              | 74         | 46         | 6          | 2          | 57         | 61         | 3          | 1          | 81         | 49         | 1          | 2          |
| 年度                                                            | 令和2年度  | 令和2年度  | 令和2年度  | 令和2年度  | 令和3年度  | 令和3年度  | 令和3年度  | 令和3年度  | 令和4年度  | 令和4年度  | 令和4年度  | 令和4年度  |
| 種別                                                            | 一海通     | 二海通     | 三海通     | 四海通     | 一海通     | 二海通     | 三海通     | 四海通     | 一海通     | 二海通     | 三海通     | 四海通     |
| 申請者数(人)                                                    | 49         | 53         | 990        | 417        | 54         | 45         | 999        | 427        | 50         | 42         | 1,033      | 503        |
| 受験者数(人)                                                    | 41         | 49         | 872        | 335        | 46         | 33         | 878        | 349        | 43         | 37         | 906        | 427        |
| 合格者数(人)                                                    | 17         | 7          | 359        | 203        | 24         | 3          | 271        | 192        | 13         | 10         | 287        | 277        |
| 合格率(％)                                                      | 41.5       | 14.3       | 41.2       | 60.6       | 52.2       | 9.1        | 30.9       | 55.0       | 30.2       | 27.0       | 31.7       | 64.9       |
| 全科目免除者数(人)                                              | 103        | 40         | 5          | 2          | 81         | 55         | 4          | 5          | 88         | 52         | 2          | 11         |
| 年度                                                            | 令和5年度  | 令和5年度  | 令和5年度  | 令和5年度  |            |            |            |            |            |            |            |            |
| 種別                                                            | 一海通     | 二海通     | 三海通     | 四海通     |            |            |            |            |            |            |            |            |
| 申請者数(人)                                                    | 50         | 26         | 1,146      | 447        |            |            |            |            |            |            |            |            |
| 受験者数(人)                                                    | 40         | 21         | 1,009      | 367        |            |            |            |            |            |            |            |            |
| 合格者数(人)                                                    | 13         | 7          | 293        | 187        |            |            |            |            |            |            |            |            |
| 合格率(％)                                                      | 32.5       | 33.3       | 29.0       | 51.0       |            |            |            |            |            |            |            |            |
| 全科目免除者数(人)                                              | 67         | 43         | 6          | 6          |            |            |            |            |            |            |            |            |
| 注 申請者数、受験者数、合格者数には、全科目免除者数を含まない。 |            |            |            |            |            |            |            |            |            |            |            |            |

### 養成課程
養成課程は、総合通信局長（沖縄総合通信事務所長を含む。以下同じ。）の認定を受けた団体が実施する。
この団体は認定施設者という。
授業はeラーニングによることができる。
- 日本無線協会では団体からの受託のみ実施している。三海通は外国人船員を対象にeラーニングを利用して外国でも実施[12][13]している。
- 学校が在学者を対象に実施した事例[14]もある。
- 直近の認定状況（実施状況ではない。）については養成課程一覧[15]を参照。

| 種別                                                | 無線工学   | 法規       | 英語       | 電気通信術 |
| --------------------------------------------------- | ---------- | ---------- | ---------- | ---------- |
| 三海通                                              | 10時間以上 | 49時間以上 | 82時間以上 | 13時間以上 |
| 四海通                                              | 45時間以上 | 43時間以上 | －         | －         |
| 注 総合通信局長が認めた方法による場合は変更できる。 |            |            |            |            |

修了試験の形式及び時間
無線従事者規則に基づく総務省告示

による。
- 筆記試験は多肢選択式を原則としているが、マークシートによることは義務付けられておらず、CBTによることもできる。筆記試験の一部を記述式とすることを妨げてはいない。

| 種別               | 科目       | 科目           | 問題数    | 満点    | 合格点  | 時間     |
| ------------------ | ---------- | -------------- | --------- | ------- | ------- | -------- |
| 三海通             | 無線工学   | 無線工学       | 10        | 100     | 60      | 60分     |
| 三海通             | 法規       | 法規           | 10        | 100     | 60      | 60分     |
| 三海通             | 英語       | 英文和訳       | 2         | 100     | 60      | 60分     |
| 三海通             | 英語       | 和文英訳       | 3注       | 100     | 60      | 60分     |
| 三海通             | 英語       | 英会話         | 7         | 100     | 60      | 30分程度 |
| 三海通             | 電気通信術 | 直接印刷電信   | 250文字   | 250文字 | 250文字 | 5分      |
| 三海通             | 電気通信術 | 電話（送受話） | 各100文字 | 100     | 80      | 各2分    |
| 四海通             | 無線工学   | 無線工学       | 20        | 100     | 60      | 90分     |
| 四海通             | 法規       | 法規           | 10        | 100     | 60      | 60分     |
| 注 記述式の場合は2 |            |                |           |         |         |          |

受講料は認定施設者ごとに異なる。

#### 長期型養成課程
1年以上の教育課程で無線通信に関する科目を開設している学校等が認定施設者となって行う。授業はeラーニングにより実施することができる。
- 学校、学科については長期型養成課程一覧[17]を参照。

| 種別                                             | 無線機器   | 空中線系及び電波伝搬 | 無線測定  | 電波法令    | 国際条約   | 英語        | 電気通信術 |
| ------------------------------------------------ | ---------- | -------------------- | --------- | ----------- | ---------- | ----------- | ---------- |
| 三海通                                           | 19時間以上 | 5時間以上            | 2時間以上 | 104時間以上 | 16時間以上 | 164時間以上 | 26時間以上 |
| 四海通                                           | 74時間以上 | 20時間以上           | 6時間以上 | 90時間以上  | 10時間以上 | －          | －         |
| 総合通信局長が認めた方法による場合は変更できる。 |            |                      |           |             |            |             |            |

実施状況
| 年度                    | 平成20年度 | 平成20年度 | 平成21年度 | 平成21年度 | 平成22年度 | 平成22年度 | 平成23年度 | 平成23年度 | 平成24年度 | 平成24年度 | 平成25年度 | 平成25年度 |
| ----------------------- | ---------- | ---------- | ---------- | ---------- | ---------- | ---------- | ---------- | ---------- | ---------- | ---------- | ---------- | ---------- |
| 資格                    | 三海通     | 四海通     | 三海通     | 四海通     | 三海通     | 四海通     | 三海通     | 四海通     | 三海通     | 四海通     | 三海通     | 四海通     |
| 実施件数                | 12         | 2          | 17         | 4          | 17         | 2          | 19         | 4          | 16         | 3          | 31         | 3          |
| 受講者数(人)            | 459        | 27         | 387        | 89         | 364        | 32         | 366        | 78         | 217        | 55         | 936        | 44         |
| 修了者数(人)            | 459        | 27         | 385        | 89         | 363        | 31         | 366        | 77         | 217        | 55         | 935        | 44         |
| 修了率(％)              | 100.0      | 100.0      | 99.5       | 100.0      | 99.7       | 96.9       | 100.0      | 98.7       | 100.0      | 100.0      | 99.9       | 100.0      |
| 年度                    | 平成26年度 | 平成26年度 | 平成28年度 | 平成28年度 | 平成29年度 | 平成29年度 | 平成30年度 | 平成30年度 | 令和元年度 | 令和元年度 | 令和2年度  | 令和2年度  |
| 資格                    | 三海通     | 四海通     | 三海通     | 四海通     | 三海通     | 四海通     | 三海通     | 四海通     | 三海通     | 四海通     | 三海通     | 四海通     |
| 実施件数                | 16         | 2          | 16         | 4          | 18         | 4          | 13         | 2          | 11         | 2          | 1          | 2          |
| 受講者数(人)            | 417        | 31         | 637        | 54         | 772        | 62         | 589        | 21         | 339        | 28         | 28         | 33         |
| 修了者数(人)            | 412        | 31         | 637        | 52         | 772        | 62         | 589        | 21         | 339        | 28         | 28         | 33         |
| 修了率(％)              | 98.8       | 100.0      | 100.0      | 96.3       | 100.0      | 100.0      | 100.0      | 100.0      | 100.0      | 100.0      | 100.0      | 100.0      |
| 年度                    | 令和3年度  | 令和3年度  | 令和4年度  | 令和4年度  | 令和5年度  | 令和5年度  |            |            |            |            |            |            |
| 資格                    | 三海通     | 四海通     | 三海通     | 四海通     | 三海通     | 四海通     |            |            |            |            |            |            |
| 実施件数                | 9          | 4          | 7          | 5          | 17         | 3          |            |            |            |            |            |            |
| 受講者数(人)            | 233        | 75         | 279        | 51         | 610        | 20         |            |            |            |            |            |            |
| 修了者数(人)            | 229        | 75         | 278        | 51         | 610        | 20         |            |            |            |            |            |            |
| 修了率(％)              | 98.3       | 100.0      | 99.6       | 100.0      | 100.0      | 100.0      |            |            |            |            |            |            |
| 注 平成27年度の発表なし |            |            |            |            |            |            |            |            |            |            |            |            |

### 資格、業務経歴、その他の要件
| 資格                                                                                         | 要件 |
| -------------------------------------------------------------------------------------------- | --- |
| 一海通                                                                                       | 第二級総合無線通信士を有し、それにより海岸局又は船舶局の無線設備の国際通信のための操作に7年以上従事した者       |
| 二海通                                                                                       | 第三級総合無線通信士を有し、それにより船舶局の無線設備の国際通信のための操作に7年以上従事した者                 |
| 三海通                                                                                       | 第一級海上特殊無線技士を有し、それにより船舶局の無線設備の国際通信のための操作に3年以上従事した者               |
| 四海通                                                                                       | 第一級海上特殊無線技士又は第二級海上特殊無線技士を有し、その資格により海岸局又は船舶局の操作に5年以上従事した者 |
| 上記の右欄の資格と業務経歴を有する者は、認定講習を修了することにより左欄の資格が与えられる。 | |
| 下記の右欄の資格と業務経歴を有する者は、総務省告示に基づき申請により左欄の資格が与えられる。 | |
| 二海通                                                                                       | 第二級総合無線通信士を有し、それにより船舶局の無線設備の国際通信のための通信操作に5年以上従事した者             |

総合通信局長の認定を受けた団体が認定講習を実施する。
この団体は認定講習課程実施者という。
講義はeラーニングによることができる。
- 日本無線協会は三海通の認定講習を公募実施している。その他の種別は需要に応じ実施するものとしている。
- 直近の認定状況（実施状況ではない。）については認定講習課程一覧[19]を参照。

| 種別   | 無線工学   | 法規       | 英語       | 電気通信術 |
| ------ | ---------- | ---------- | ---------- | ---------- |
| 一海通 | 90時間以上 | －         | －         | －         |
| 二海通 | 54時間以上 | 30時間以上 | 54時間以上 | －         |
| 三海通 | 4時間以上  | 22時間以上 | 33時間以上 | 4時間以上  |
| 四海通 | 37時間以上 | 33時間以上 | －         | －         |

### 取得者数
|              | 一海通 | 二海通 | 三海通 | 四海通 | 計     |
| ------------ | ------ | ------ | ------ | ------ | ------ |
| 平成2年度末  | －     | －     | －     | 46,591 | 46,591 |
| 平成3年度末  | 3      | 71     | 9      | 46,869 | 46,952 |
| 平成4年度末  | 24     | 601    | 101    | 47,208 | 47,934 |
| 平成5年度末  | 37     | 1,033  | 145    | 47,685 | 48,900 |
| 平成6年度末  | 54     | 1,259  | 208    | 48,253 | 49,774 |
| 平成7年度末  | 63     | 1,389  | 301    | 48,559 | 50,312 |
| 平成8年度末  | 98     | 1,506  | 585    | 48,806 | 50,995 |
| 平成9年度末  | 146    | 1,552  | 807    | 49,083 | 51,588 |
| 平成10年度末 | 189    | 1,644  | 1,092  | 49,498 | 52,423 |
| 平成11年度末 | 230    | 1,730  | 1,376  | 49,755 | 53,091 |
| 平成12年度末 | 259    | 1,781  | 1,594  | 49,998 | 53,632 |
| 平成13年度末 | 298    | 1,833  | 1,875  | 50,231 | 54,237 |
| 平成14年度末 | 325    | 1,879  | 2,129  | 50,456 | 54,789 |
| 平成15年度末 | 362    | 1,923  | 2,353  | 50,603 | 55,241 |
| 平成16年度末 | 407    | 1,962  | 2,541  | 50,817 | 55,727 |
| 平成17年度末 | 451    | 2,013  | 2,888  | 51,055 | 56,407 |
| 平成18年度末 | 501    | 2,052  | 3,266  | 51,299 | 57,118 |
| 平成19年度末 | 551    | 2,101  | 3,738  | 51,525 | 57,915 |
| 平成20年度末 | 606    | 2,150  | 4,471  | 51,713 | 58,940 |
| 平成21年度末 | 679    | 2,207  | 5,234  | 52,017 | 60,137 |
| 平成22年度末 | 739    | 2,282  | 5,863  | 52,241 | 61,125 |
| 平成23年度末 | 807    | 2,336  | 6,404  | 52,515 | 62,062 |
| 平成24年度末 | 877    | 2,396  | 6,965  | 52,768 | 63,006 |
| 平成25年度末 | 956    | 2,474  | 7,699  | 53,033 | 64,162 |
| 平成26年度末 | 1,046  | 2,542  | 8,507  | 53,237 | 65,332 |
| 平成27年度末 | 1,173  | 2,642  | 9,424  | 53,467 | 66,706 |
| 平成28年度末 | 1,270  | 2,691  | 10,463 | 53,736 | 68,160 |
| 平成29年度末 | 1,363  | 2,747  | 11,596 | 53,935 | 69,641 |
| 平成30年度末 | 1,428  | 2,814  | 12,531 | 54,194 | 70,967 |
| 令和元年度末 | 1,517  | 2,868  | 13,233 | 54,454 | 72,072 |
| 令和2年度末  | 1,633  | 2,910  | 13,699 | 54,759 | 73,001 |
| 令和3年度末  | 1,733  | 2,966  | 14,310 | 54,978 | 73,987 |
| 令和4年度末  | 1,835  | 3,039  | 15,036 | 55,317 | 75,227 |
| 令和5年度末  | 1,917  | 3,074  | 15,942 | 55,528 | 76,461 |

この節の統計は、資格・試験による。

### 制度の変遷
1989年（平成元年）
- 無線従事者資格の再編を含む電波法等の一部改正法が公布され（平成元年法律第67号）、電波法第40条第1項第2号に海通の資格を規定するとともに、同法附則第2条の規定により、旧電話級無線通信士の資格を四海通の資格とみなすこととされた。
  - 一・二・三海通の各資格に関する規定の施行は平成3年7月1日とされた（改正法附則第1条第3項。なお、同条第4項により、これらの資格の国家試験の実施及び免許の付与は平成3年6月30日以前も可能とされていた。実際は、平成2年郵政省令第62号により無線従事者規則の改正は行われたものの、その改正規定の施行日も平成3年7月1日とされたことから（改正省令附則第1条但書）、平成3年6月30日以前には、これらの資格に係る試験は行われていない。[21]）。

1990年（平成2年）
- 5月1日の電波法等の一部改正法（平成元年法律第67号）の施行に伴い、四海通に係る規定が実施された。 
  - 電気通信術に和文電話があり、能力は1分間50字の速度の和文（無線局運用規則別表第5号の和文通話表による。）による約2分間の送話及び受話だった。
  - 科目合格の免除は試験の翌月の初めから電気通信術以外が2年間、電気通信術が3年間だった。
  - 認定講習の対象ともされた。[1]
- 国（地方電気通信監理局（沖縄郵政管理事務所を含む。以下同じ。））が国家試験を実施していた。
  - 筆記試験は記述式だった。

1991年（平成3年）
- 一・二・三海通の各資格に関する改正法が施行された（平成3年7月1日）。
  - この三資格に関して、次のように扱うこととされた。
    - 一・二海通は予備試験と本試験の二段階であった。（無線工学の基礎は本試験の1ヶ月前に実施された。）
    - 予備試験の免除は試験の翌月の初めから、または科目免除認定校卒業の日から10年間とされた。
    - 電気通信術の試験には、四海通と同様、和文電話があった。
    - 本試験または試験の科目合格の免除は四海通と同様と、科目免除認定校卒業による免除は卒業の日から英語が2年間、電気通信術が3年とされた。

- 認定講習の対象に、一・二海通が追加された。

- 日本無線協会が四海通の国家試験を実施することとなった。[22]
  - 筆記試験が記述式からマークシートに改められた。

1996年（平成8年）
- 一・二海通の予備試験が廃止され、「無線工学の基礎」として本試験と一本化された。科目合格の免除は試験の翌月の初めから、科目免除認定校卒業による免除は卒業の日から、すべて3年間とされた。[23]
- 三海通も認定講習の対象となった。また、三海通・四海通が養成課程（長期型養成課程を含む。）で取得できることとなった。[24]
- 第二級総合無線通信士が業務経歴により二海通を取得できることとなった。[25]
- 日本無線協会が一・二・三海通も国家試験を実施することとなった。[26]
  - 筆記試験はマークシート式となった。

2001年（平成13年）- 和文の電気通信術が廃止された。
2009年（平成21年）- 営利団体が認定施設者になれることとなった。
2013年（平成25年）
- 非常事態等で告示に定められた場合は科目免除が3年を超えることとなった。[29]
- 営利団体が三・四海通の認定講習を実施できることとなった。また、養成課程（長期型養成課程を含む。）と認定講習でeラーニングによる授業とCBTによる修了試験ができることとなった。[30]

2014年（平成26年）- 受験者減少のため、4月より信越支部（長野市）、北陸支部（金沢市）での一海通・二海通の国家試験を休止

## その他
下記の資格などの何れかに、何れかの海通が任用の要件、受験・受講資格の取得、試験科目の免除、業務経歴による取得とされるものがある。業務経歴その他の制限があるものも含まれており、詳細は各項目を参照のこと。
任用の要件
- 電波法第24条の2に規定する登録検査等事業者等の点検員（一・二・四海通）
- 同 判定員（一海通）（業務経歴を要する。）
- 電波法第38条の8第2項に規定する技術基準適合証明の登録証明機関の証明員（一海通・二総通）（業務経歴を要する。）
- 電波法第47条に規定する指定無線従事者国家試験機関の試験員（一海通・二海通）
- 電波法第50条に規定する遭難通信責任者（一海通・二海通・三海通）（船舶局無線従事者証明を要する。）
- 電波法第71条の3の2に規定する登録周波数終了対策機関の給付金の交付決定者（一海通）
- 電波法第102条の18第9項に規定する指定較正機関の較正員（一海通）
- 無線従事者規則第13条に規定する無線従事者国家試験一部免除認定校の教員（一海通・二海通）
- 無線従事者規則第21条に規定する無線従事者養成課程の講師（一海通・二海通・三海通）
- 無線従事者規則第34条に規定する無線従事者認定講習課程の講師（一海通・二海通）
- 海上自衛隊の技術海曹（年齢制限がある。）
  - 定期的に募集している。階級は一海通・二海通・三海通が各々1曹・2曹・3曹。

受験・受講資格の取得
- 電波法施行規則第34条の3に規定する主任無線従事者講習（ただし業務経歴を要する。）
- 電波法施行規則第34条の11に規定する船舶局無線従事者証明の訓練
- 甲種特類を除く甲種消防設備士試験[32]
- 海技士 (電子通信)試験[33]（年齢制限があり乗船履歴・船舶局無線従事者証明も要する。）
- 海上保安庁の有資格者採用試験（二海通）

試験科目の免除
| 無線従事者 | 無線従事者             | 無線従事者           |
| ---------- | ---------------------- | -------------------- |
| 現有資格   | 受験資格               | 免除科目             |
| 一海通     | 第一級総合無線通信士   | 無線工学の基礎       |
| 一海通     | 第二級総合無線通信士   | 無線工学の基礎       |
| 一海通     | 第三級総合無線通信士   | 無線工学の基礎、英語 |
| 一海通     | 第二級陸上無線技術士   | 無線工学の基礎       |
| 二海通     | 第二級総合無線通信士   | 無線工学の基礎       |
| 二海通     | 第三級総合無線通信士   | 無線工学の基礎、英語 |
| 三海通     | 第三級総合無線通信士   | 英語                 |
| 四海通     | 第一級海上特殊無線技士 | 無線工学             |

- 電気通信主任技術者（一海通）
- 工事担任者（一海通、二海通）

業務経歴による取得
- 一海通又は二海通は、この資格による6か月以上の業務経歴（アマチュア業務を除く。）により第二級陸上特殊無線技士を取得できる[18]。

無線機器型式検定の申請
- 無線機器型式検定規則による申請において、受検機器（航空機用を除く。）の所定の試験を一海通又は二海通が行えば受検機器および一部書類の提出が免除される。[34]

技術基準適合の確認
- 技適未取得機器による実験等の特例における届出に際し一海通、二海通又は四海通は機器が電波法の技術基準に適合することの確認ができる。[35]